# Georges-Emmanuel Clancier
Georges-Emmanuel Clancier (Limoges, 3 de maio de 1914 – 4 de julho de 2018) foi um poeta, romancista e jornalista francês.

## Carreira
Ele ganhou o Prix Goncourt (poesia), o Grande Prêmio da Academia francesa, e o grande prêmio da Société des gens de lettres.
Foi um centenário francês, chegando a 104 anos.
Morreu em 4 de julho de 2018, aos 104 anos. 